# 疏毛槭
疏毛槭（学名：Acer pilosum）为槭树科槭属下的一个种。

## 扩展阅读
維基物種上的相關：疏毛槭